# زبان شعر در نثر صوفیه
کتاب زب‍ان ش‍ع‍ر در ن‍ث‍ر ص‍وف‍ی‍ه‌ با عنوان فرعی درآمدی به سبک‌شناسی نگاه عرفانی اثر محمّدرضا شفیعی کدکنی است که به نقد و تحلیل شعر عرفانی می‌پردازد. این کتاب شامل چهل مقاله در سبک‌شناسی نگاه عرفانی است.

## ساختار و درون‌مایهٔ کتاب
شفیعی کدکنی در بخش «گزارش کار» می‌نویسد: هر کس با تاریخ عرفان و مطالعات عرفانی آشنایی داشته باشد، می‌داند که این نوع نگاه به عرفان اسلامی، احتمالاً، بی‌سابقه است ولی از بس که در طول این سی چهل سال این حرف‌ها را در کلاس‌های درس و بعضی مقالاتم تکرار کرده‌ام و دانشجویان من آن‌ها را در کتاب‌ها و مقالات‌شان نقل کرده‌اند، بعضی از خوانندگان ممکن است تصور کنند که این حرف‌ها از روزگار قشیری و هجویری وجود داشته‌است. از میان هزار خواننده، اگر یک تن به این نکته وقوف داشته باشد، برای من بسنده‌است.
شفیعی کدکنی در بخش «مقدمهٔ واجب» می‌گوید: هر جا که تجربهٔ دینی حضور داشته باشد، خود به خود تجربهٔ عرفانی امکان ظهور دارد. در هر تمدنی نقاشی، موسیقی، شعر، تئاتر، مجسمه‌سازی و ... امکان وجود دارد و این‌ها مصادیق هنرند. در کنار هر دینی نیز کسانی همیشه خواهند بود که آن دین را با نگاه جمال‌شناسانه و هنری بنگرند. اینان نیز عارفان آن دین‌اند.
می‌توان با «نگاه تاریخی» یا «معیار نگاه هنری» به پست و بلند پدیدهٔ عرفان رسیدگی کرد و نشان داد که در کجای عرفان و در چه دوره‌هایی از آن و در گفتار و رفتار چه کسانی، نمط عالی تجربهٔ دینی و نگاه جمال‌شناسانه و هنری به هم آمیخته و در کجاها مفهوم عرفان، مبتذل شده‌است و بی‌اعتبار و زیان‌بخش